# Gloria EP
Gloria är en jul-EP med fyra låtar av poppunk-bandet Hawk Nelson. Den släpptes den 21 november 2006 på Itunes och i andra digitala format.

## Låtlista
1. "Alleluia"
2. "Gloria"
3. "Heard the Bells on Christmas Day"
4. "Last Christmas" (Wham!-cover)